# گرمکان
گرمکان یا گرمگان (فارسی میانه: Garamīkān / Garmagan) یکی از استان‌های اولیه ساسانیان بود که در شمال بین‌النهرین و میان زاب کوچک و رود دیالی واقع شده بود.  پایتخت آن کرکوک بود.  این استان در دوره شاپور یکم (حک. 240–270) حذف شد. فهرست استان‌های ایران در سنگ‌نوسته کعبه زرتشت که نشان می‌دهد که در آن دوره جزو نوداردشیرگان بوده است.  از گرمکان برای نخستین بار به عنوان یکی از استان‌های ساسانی در کتیبه پایکولی نرسه (حک. 271–293) در ۴/۲۹۳ یاد شده  که شرح می‌دهد که چگونه اشراف آشورستان، گرمکان و شهرزور با او در حیان نیکاترا ملاقات کردند تا او را متقاعد کنند که پادشاه جدید شود.  پیش از شورای سلوکیه-تیسفون در سال ۴۱۰، گرمکان با استان نوداردشیراگان ادغام شده بود و به نام گرمگان و نوداردشیرگان شناخته می‌شد.